# Saperda cretata
Saperda cretata là một loài bọ cánh cứng trong họ Cerambycidae.